# 隆朴

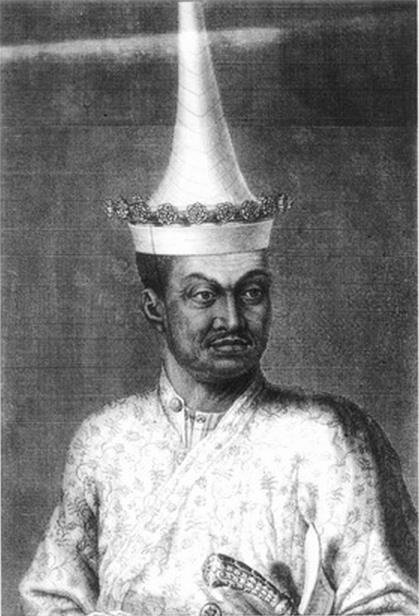
阿瑜陀耶外交官戈沙班

隆朴（泰語： 發音：[lɔ̄m.pʰɔ̂ːk]）是一种暹罗礼帽，由王族和贵族佩戴。隆朴为白色尖顶帽，框架用竹子制作，外层以白布包裹。
据传隆朴帽起源于波斯萨菲王朝的头巾，出现在阿瑜陀耶王国时期。那莱王统治时期，不少到访暹罗的欧洲人都留有关于隆朴帽的记载。1686年，暹罗大臣戈沙班率使团出访法国，人人头戴隆朴，在当时的法国社会颇为引人注目。
如今泰国的春耕节和王家葬礼上，官员和王族仍头戴隆朴。柬埔寨的王室典礼上亦有王族佩戴。

## 图册

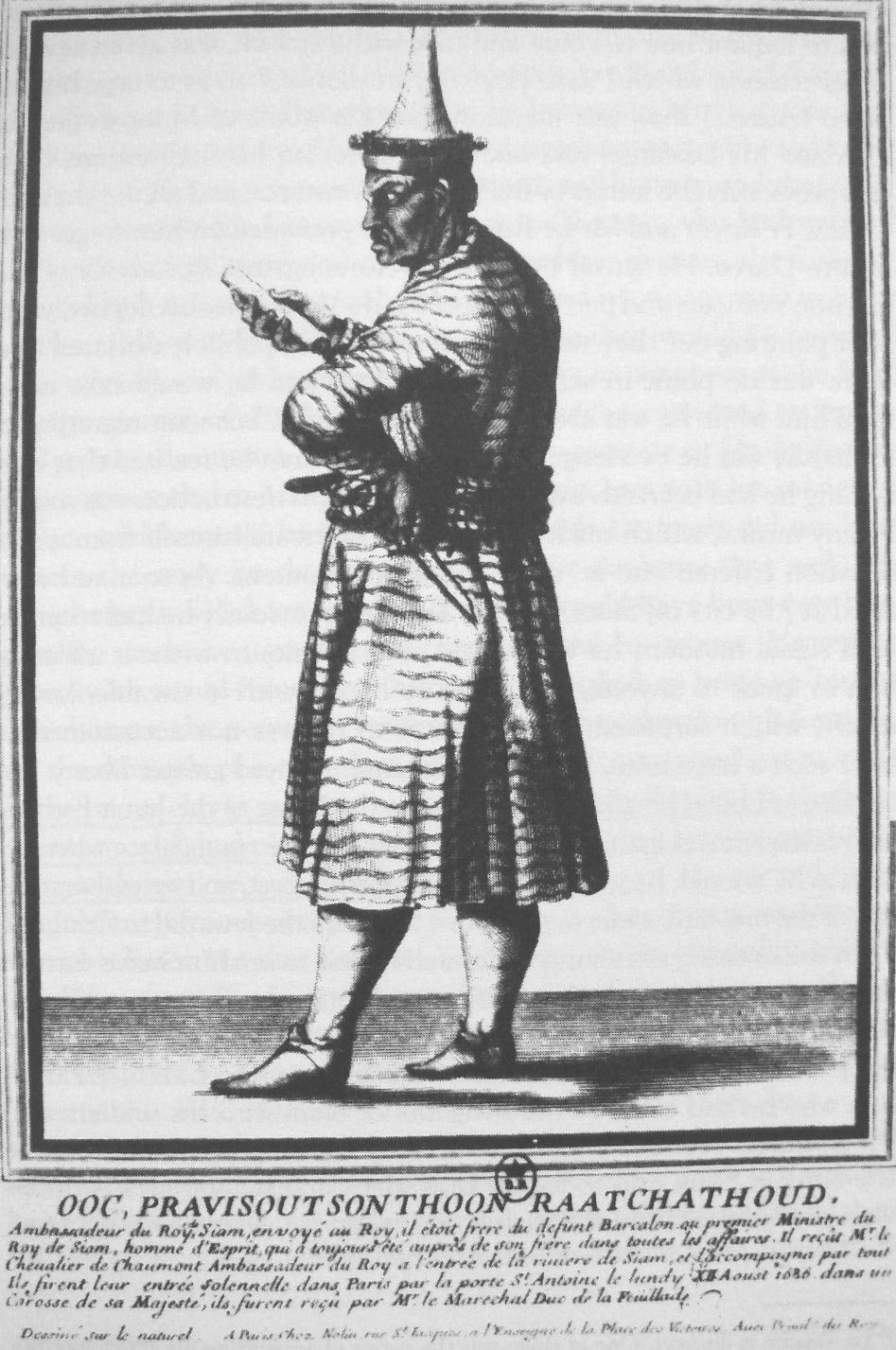
戈沙班
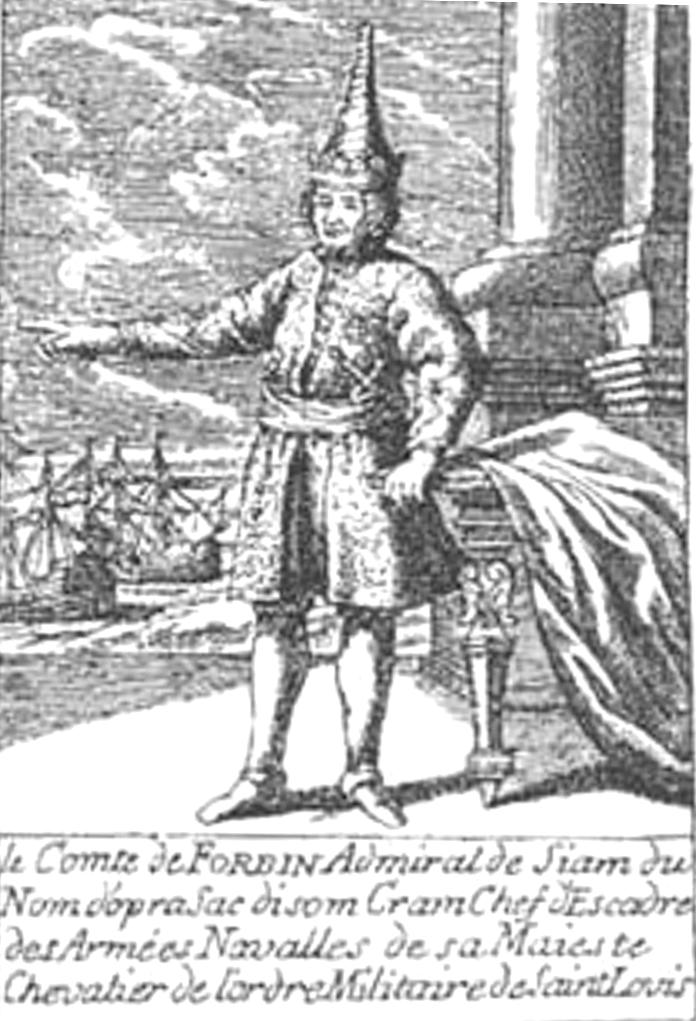
法国军官克洛德·德福尔班（英语：Claude de Forbin）身穿暹罗官服，头戴隆朴
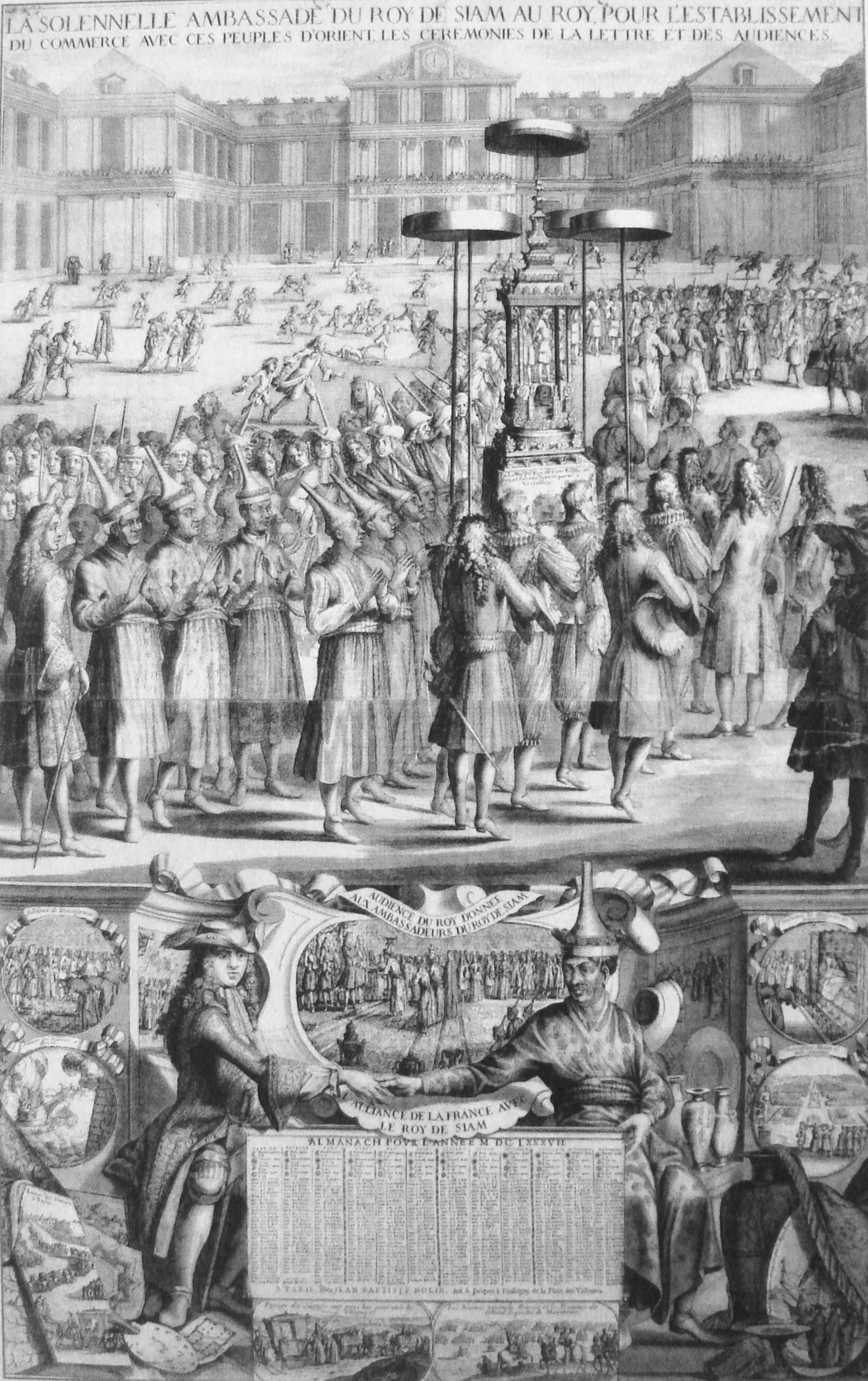
戴隆朴的暹罗使节
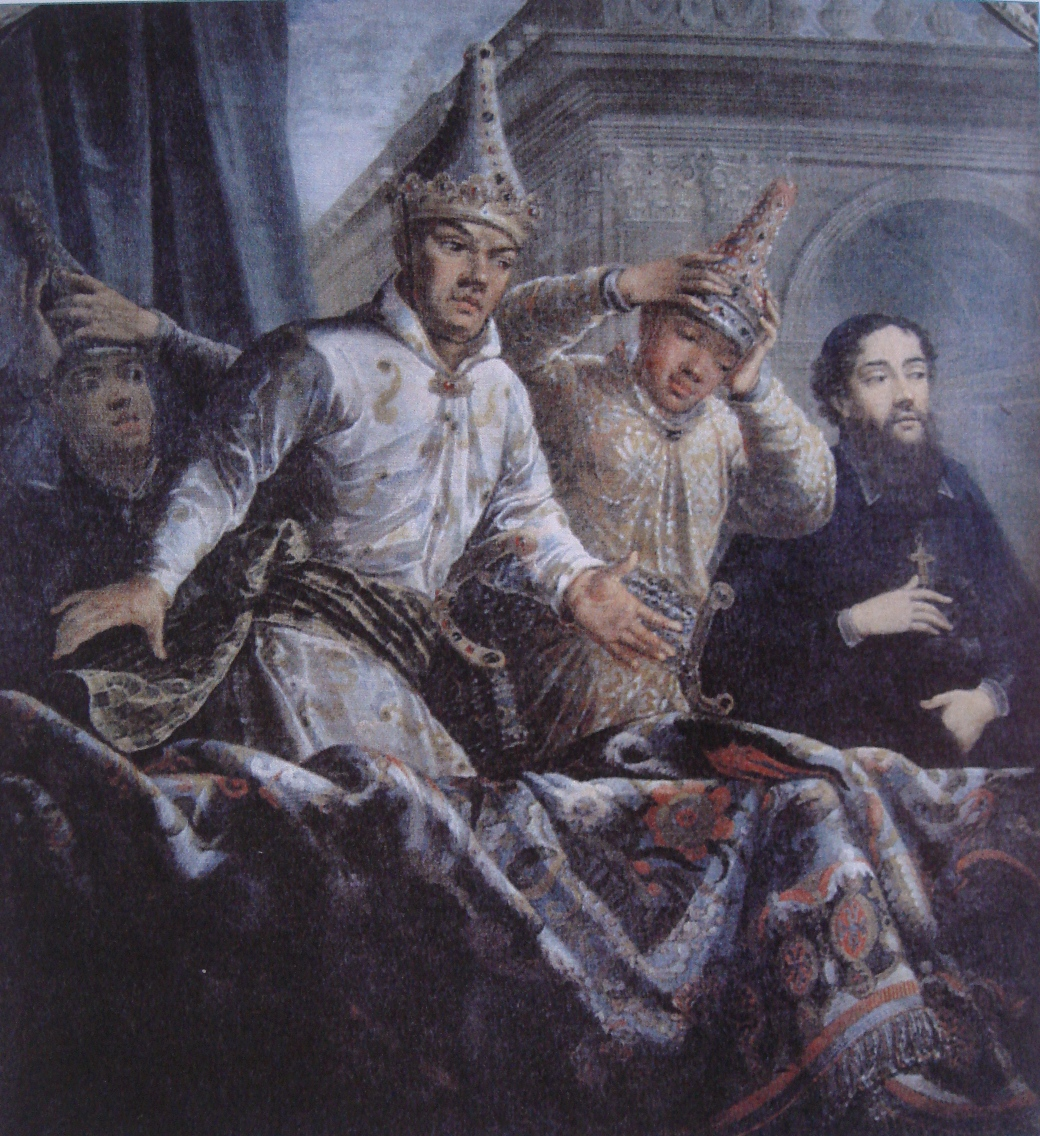
戴隆朴的暹罗使节
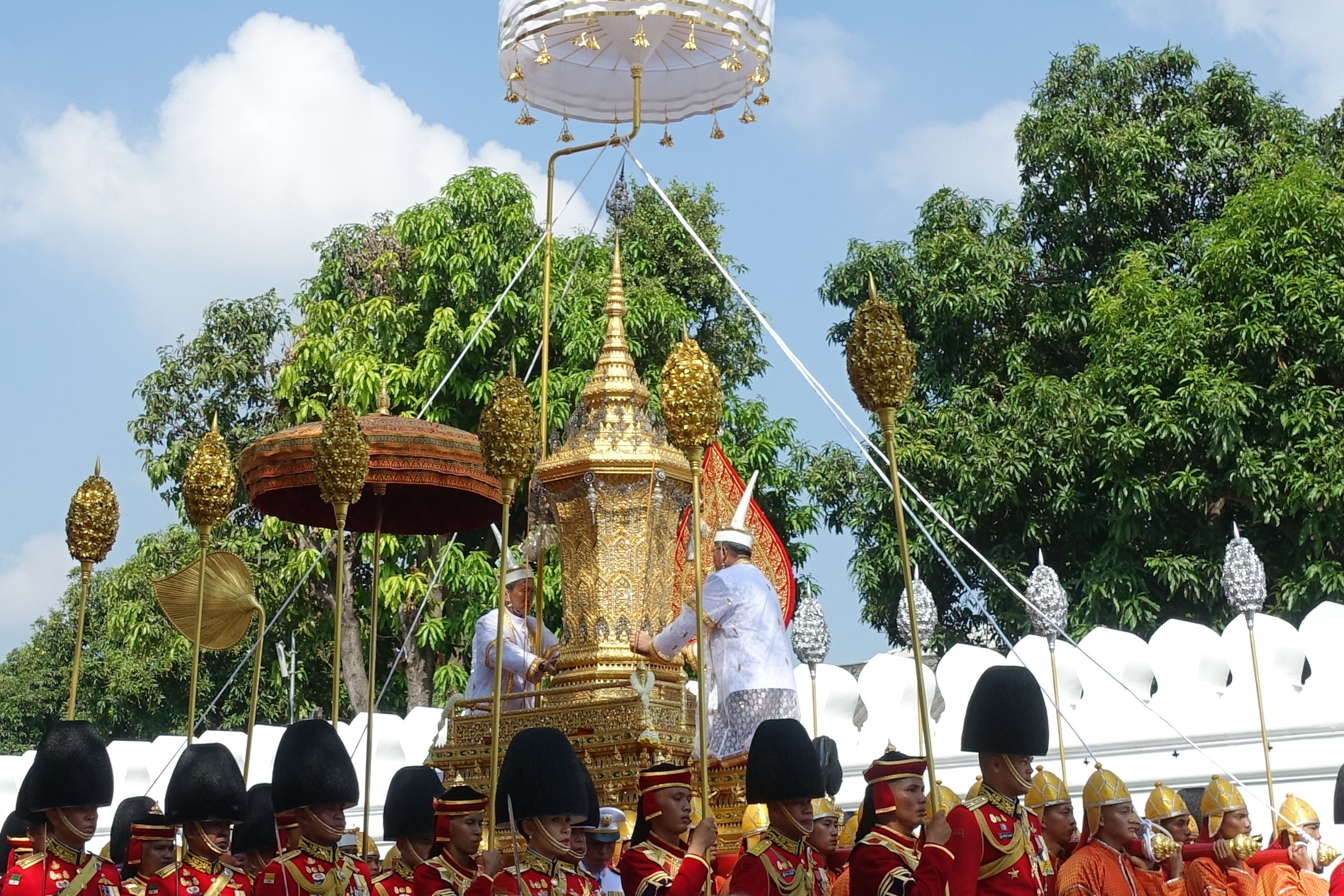
泰王普密蓬骨灰坛的护送人员头戴隆朴
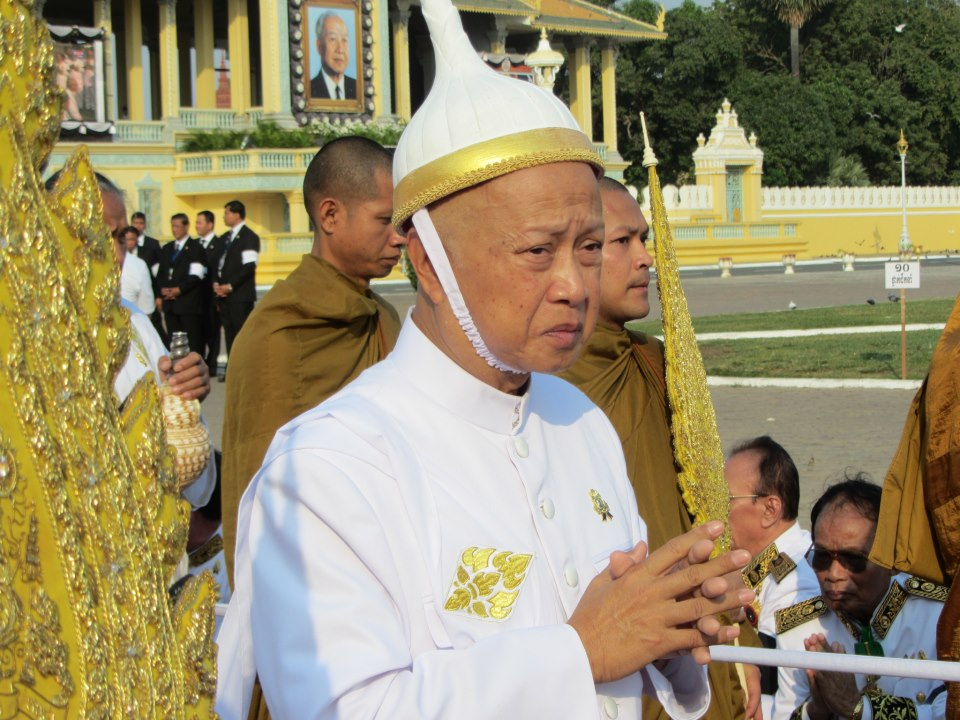
柬埔寨诺罗敦·拉那烈在西哈努克葬礼上头戴隆朴